# Chongzhou
Chongzhou (崇州市S, ChóngzhōuP) è una città-contea della Cina, situata nella provincia di Sichuan e amministrata dalla città sub-provinciale di Chengdu.